# Gare d'Oumache
La gare d'Oumache est une ancienne gare ferroviaire algérienne située sur le territoire de la commune d'Oumache, dans la wilaya de Biskra, au nord-est du Sahara algérien.

## Situation ferroviaire
La gare était située au sud la ville d'Oumache, sur la ligne d'El Guerrah à Touggourt. Elle était précédée de la gare de Biskra et suivie de celle de Still.

## Histoire
Gare intermédiaire de l'ancienne ligne ferroviaire à voie métrique de Biskra à Touggourt, longue de 217 km et inaugurée en 1914 ; elle était aussi la gare origine de la ligne d'Oumache à Tolga, à voie étroite,, qui a été déclassée en 1958.